# Юр’єво (Нижньогородська область)
Юр’єво (рос. Юрьево) — село в Гагинському районі Нижньогородської області Російської Федерації.
Населення становить 311 осіб. Входить до складу муніципального утворення Юр'євська сільрада.

## Історія
Від 2009 року входить до складу муніципального утворення Юр'євська сільрада.

## Населення
| 2002 | 2010 |
| ---- | ---- |
| 271  | ↗311 |